# Ary Papel
Manuel David Afonso, meglio noto come Ary Papel (Luanda, 3 marzo 1994), è un calciatore angolano, centrocampista dell'Al-Akhdar e della nazionale angolana.

## Caratteristiche tecniche
È un esterno mancino versatile e duttile.

## Carriera

### Nazionale
Ha esordito con la nazionale angolana il 14 novembre 2012 in occasione di un'amichevole pareggiata 1-1 contro la Repubblica del Congo.

## Statistiche

### Cronologia presenze e reti in nazionale
Aggiornato all'8 maggio 2023

| Cronologia completa delle presenze e delle reti in nazionale ― Angola | Cronologia completa delle presenze e delle reti in nazionale ― Angola | Cronologia completa delle presenze e delle reti in nazionale ― Angola | Cronologia completa delle presenze e delle reti in nazionale ― Angola | Cronologia completa delle presenze e delle reti in nazionale ― Angola | Cronologia completa delle presenze e delle reti in nazionale ― Angola | Cronologia completa delle presenze e delle reti in nazionale ― Angola | Cronologia completa delle presenze e delle reti in nazionale ― Angola |
| Data                                                                  | Città                                                                 | In casa                                                               | Risultato                                                             | Ospiti                                                                | Competizione                                                          | Reti                                                                  | Note                                                                  |
| --------------------------------------------------------------------- | --------------------------------------------------------------------- | --------------------------------------------------------------------- | --------------------------------------------------------------------- | --------------------------------------------------------------------- | --------------------------------------------------------------------- | --------------------------------------------------------------------- | --------------------------------------------------------------------- |
| 14-12-2012                                                            | Benguela                                                              | Angola                                                                | 1 – 0                                                                 | Rep. del Congo                                                        | Amichevole                                                            | -                                                                     |                                                                       |
| 15-6-2013                                                             | Kampala                                                               | Uganda                                                                | 2 – 1                                                                 | Angola                                                                | Qual. Mondiali 2014                                                   | -                                                                     | 88’                                                                   |
| 7-9-2013                                                              | Cabinda                                                               | Angola                                                                | 4 – 1                                                                 | Liberia                                                               | Qual. Mondiali 2014                                                   | -                                                                     | 73’ 78’                                                               |
| 28-5-2014                                                             | Faro                                                                  | Marocco                                                               | 0 – 2                                                                 | Angola                                                                | Amichevole                                                            | -                                                                     | 59’                                                                   |
| 6-9-2014                                                              | Port-Gentil                                                           | Gabon                                                                 | 1 – 0                                                                 | Angola                                                                | Qual. Coppa d'Africa 2015                                             | -                                                                     |                                                                       |
| 10-9-2014                                                             | Luanda                                                                | Angola                                                                | 0 – 3                                                                 | Burkina Faso                                                          | Qual. Coppa d'Africa 2015                                             | -                                                                     | 71’                                                                   |
| 10-10-2014                                                            | Rantsala                                                              | Lesotho                                                               | 0 – 0                                                                 | Angola                                                                | Qual. Coppa d'Africa 2015                                             | -                                                                     | 70’                                                                   |
| 15-10-2014                                                            | Luanda                                                                | Angola                                                                | 4 – 0                                                                 | Lesotho                                                               | Qual. Coppa d'Africa 2015                                             | 1                                                                     |                                                                       |
| 15-11-2014                                                            | Luanda                                                                | Angola                                                                | 0 – 0                                                                 | Gabon                                                                 | Qual. Coppa d'Africa 2015                                             | -                                                                     | 58’                                                                   |
| 13-6-2015                                                             | Cabinda                                                               | Angola                                                                | 4 – 0                                                                 | Rep. Centrafricana                                                    | Qual. Coppa d'Africa 2017                                             | -                                                                     | 45’                                                                   |
| 6-9-2015                                                              | Antananarivo                                                          | Madagascar                                                            | 0 – 0                                                                 | Angola                                                                | Qual. Coppa d'Africa 2017                                             | -                                                                     | 75’                                                                   |
| 13-11-2015                                                            | Benguela                                                              | Angola                                                                | 1 – 3                                                                 | Sudafrica                                                             | Qual. Mondiali 2018                                                   | -                                                                     | 68’                                                                   |
| 17-11-2015                                                            | Durban                                                                | Sudafrica                                                             | 1 – 0                                                                 | Angola                                                                | Qual. Mondiali 2018                                                   | -                                                                     | 71’                                                                   |
| 25-1-2016                                                             | Bahir Dar                                                             | Etiopia                                                               | 1 – 2                                                                 | Angola                                                                | Campionato delle Nazioni Africane 2016                                | 2                                                                     |                                                                       |
| 26-3-2016                                                             | Kinshasa                                                              | RD del Congo                                                          | 2 – 1                                                                 | Angola                                                                | Qual. Coppa d'Africa 2017                                             | -                                                                     |                                                                       |
| 29-3-2016                                                             | Luanda                                                                | Angola                                                                | 0 – 2                                                                 | RD del Congo                                                          | Qual. Coppa d'Africa 2017                                             | -                                                                     |                                                                       |
| 3-9-2016                                                              | Luanda                                                                | Angola                                                                | 1 – 1                                                                 | Madagascar                                                            | Qual. Coppa d'Africa 2017                                             | -                                                                     | Cap. 87’                                                              |
| 28-3-2017                                                             | Buffalo City                                                          | Sudafrica                                                             | 0 – 0                                                                 | Angola                                                                | Amichevole                                                            | -                                                                     | 54’                                                                   |
| 10-6-2017                                                             | Ouagadougou                                                           | Burkina Faso                                                          | 3 – 1                                                                 | Angola                                                                | Qual. Coppa d'Africa 2019                                             | -                                                                     | 77’                                                                   |
| 21-3-2018                                                             | Lusaka                                                                | Sudafrica                                                             | 1 – 1                                                                 | Angola                                                                | Amichevole                                                            | -                                                                     | 55’                                                                   |
| 14-11-2020                                                            | Kinshasa                                                              | RD del Congo                                                          | 0 – 0                                                                 | Angola                                                                | Qual. Coppa d'Africa 2021                                             | -                                                                     | 86’                                                                   |
| 17-11-2020                                                            | Luanda                                                                | Angola                                                                | 0 – 1                                                                 | RD del Congo                                                          | Qual. Coppa d'Africa 2021                                             | -                                                                     | 71’                                                                   |
| 25-3-2021                                                             | Bakau                                                                 | Gambia                                                                | 1 – 0                                                                 | Angola                                                                | Qual. Coppa d'Africa 2021                                             | -                                                                     | Cap. 61’                                                              |
| 29-3-2021                                                             | Luanda                                                                | Angola                                                                | 2 – 0                                                                 | Gabon                                                                 | Qual. Coppa d'Africa 2021                                             | -                                                                     | 45’                                                                   |
| 1-9-2021                                                              | Il Cairo                                                              | Egitto                                                                | 1 – 0                                                                 | Angola                                                                | Qual. Mondiali 2022                                                   | -                                                                     | 71’                                                                   |
| 7-9-2021                                                              | Benguela                                                              | Angola                                                                | 0 – 1                                                                 | Libia                                                                 | Qual. Mondiali 2022                                                   | -                                                                     | 85’                                                                   |
| 8-10-2021                                                             | Benguela                                                              | Angola                                                                | 3 – 1                                                                 | Gabon                                                                 | Qual. Mondiali 2022                                                   | 1                                                                     | 66’                                                                   |
| 11-10-2021                                                            | Libreville                                                            | Gabon                                                                 | 2 – 0                                                                 | Angola                                                                | Qual. Mondiali 2022                                                   | -                                                                     | Cap. 55’ 70’                                                          |
| 16-11-2021                                                            | Bengasi                                                               | Libia                                                                 | 1 – 1                                                                 | Angola                                                                | Qual. Mondiali 2022                                                   | -                                                                     | Cap. 75’                                                              |
| 26-3-2022                                                             | Benguela                                                              | Angola                                                                | 3 – 2                                                                 | Guinea-Bissau                                                         | Amichevole                                                            | 2                                                                     |                                                                       |
| 29-3-2022                                                             | Benguela                                                              | Angola                                                                | 0 – 0                                                                 | Guinea Equatoriale                                                    | Amichevole                                                            | -                                                                     |                                                                       |
| 1-6-2022                                                              | Luanda                                                                | Angola                                                                | 2 – 1                                                                 | Rep. Centrafricana                                                    | Qual. Coppa d'Africa 2023                                             | -                                                                     | 87’                                                                   |
| 5-6-2022                                                              | Antananarivo                                                          | Madagascar                                                            | 1 – 1                                                                 | Angola                                                                | Qual. Coppa d'Africa 2023                                             | -                                                                     | 70’                                                                   |
| 23-3-2023                                                             | Kumasi                                                                | Ghana                                                                 | 1 – 0                                                                 | Angola                                                                | Qual. Coppa d'Africa 2023                                             | -                                                                     | 65’                                                                   |
| 27-3-2023                                                             | Luanda                                                                | Angola                                                                | 1 – 1                                                                 | Ghana                                                                 | Qual. Coppa d'Africa 2023                                             | -                                                                     | 68’                                                                   |
| Totale                                                                |                                                                       | Presenze                                                              | 34                                                                    |                                                                       | Reti                                                                  | 6                                                                     |                                                                       |